# Roßfeld (Bad Rodach)

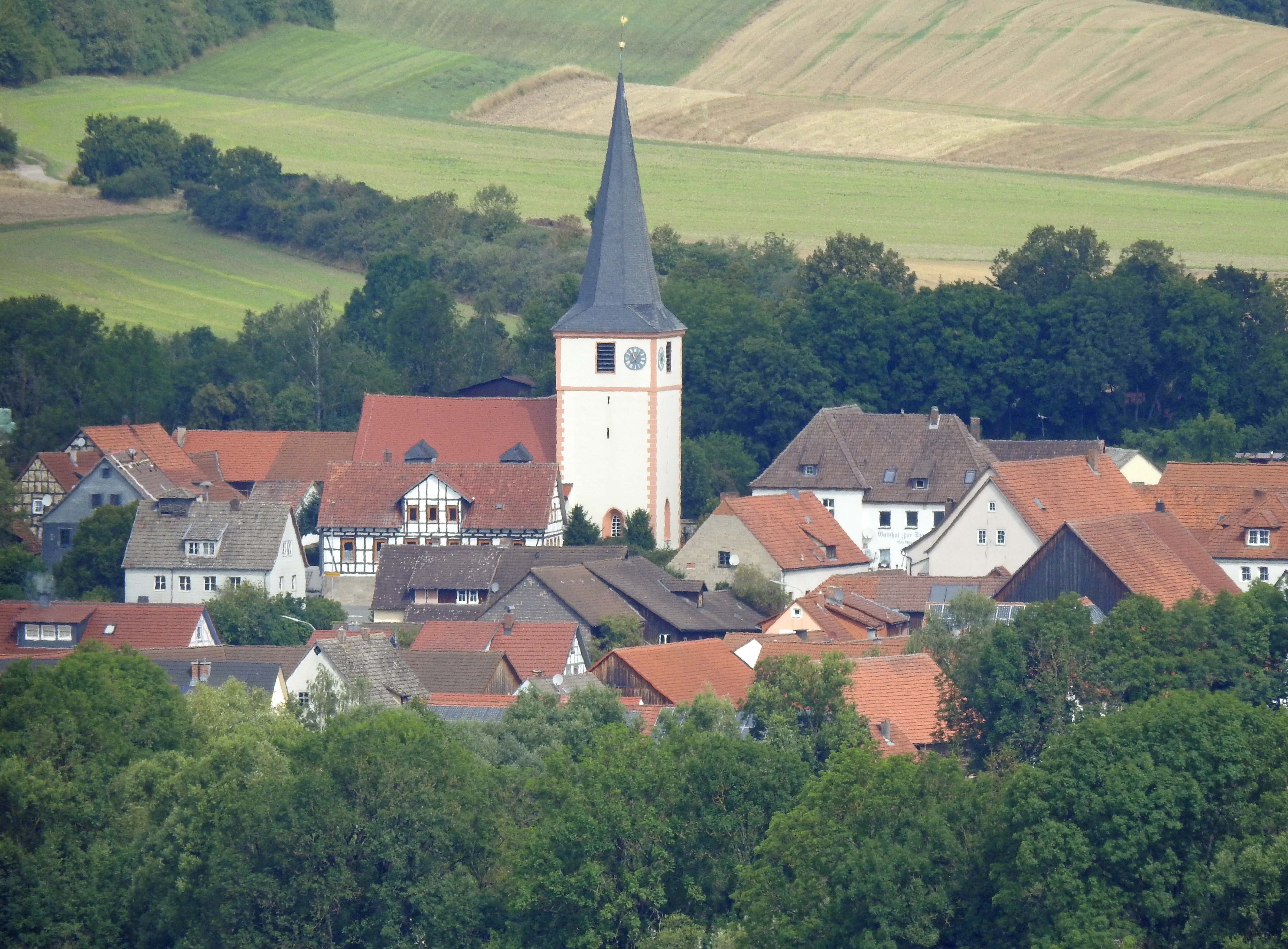
Roßfeld von Süden

Roßfeld ist ein Gemeindeteil der oberfränkischen Stadt Bad Rodach im Landkreis Coburg.

## Geographie
Das Haufendorf Roßfeld liegt in einer Talmulde nahe der Rodach etwa 20 Kilometer nordwestlich von Coburg und ist drei Kilometer von Bad Rodach entfernt. Die Gemarkungsgrenze entspricht im Westen und Norden der Landesgrenze zu Thüringen. Durch den Ort verläuft die Kreisstraße CO 3, die vom thüringischen Streufdorf nach Bad Rodach führt. An der Rodach liegen etwa 0,4 Kilometer nördlich von Roßfeld die Altmühle ⊙ und 0,2 Kilometer östlich die Neumühle ⊙. Nordöstlich liegt der geschützte Landschaftsbestandteil Beerberg, nordwestlich das Naturschutzgebiet Eichelberg und Bischofsau.

## Geschichte
Schon in der Bronzezeit war die Gegend um Roßfeld besiedelt. Spätere Bewohner waren die Kelten, die Hermunduren und im 6. Jahrhundert die Franken. In einer Urkunde über ein Tauschgeschäft zwischen dem Kloster Banz und „Karl von Helderit“, das Konrad, Schultheiß von „Rossevelt“, als Zeuge unterschrieb, wurde Roßfeld im Jahr 1234 erstmals erwähnt. Spätestens ab 1305 gehörte Roßfeld zum Herrschaftsbereich der Henneberger. 1353 kam der Ort mit dem Coburger Land im Erbgang zu den Wettinern und war somit ab 1485 Teil des Kurfürstentums Sachsen, aus dem später das Herzogtum Sachsen-Coburg hervorging. Zu Beginn des Dreißigjährigen Krieges lebten 68 Familien in Roßfeld, 1636 waren es noch 30. Die kaiserlichen Truppen unter General Graf Lamboy lagen von Oktober 1634 bis Mai 1635 in Roßfeld in Quartier. Die Anzahl der bewohnten Häuser hatte von 75 im Jahr 1618 auf 32 im Jahr 1658 abgenommen. Die evangelisch-lutherische Kirchengemeinde Roßfeld/Rudelsdorf wurde 1651 eine eigenständige Pfarrei. Lehensherren waren unter anderem die Adelsgeschlechter von Heßberg, von Buttlar zu Heldritt und von Erffa zu Niederlind.

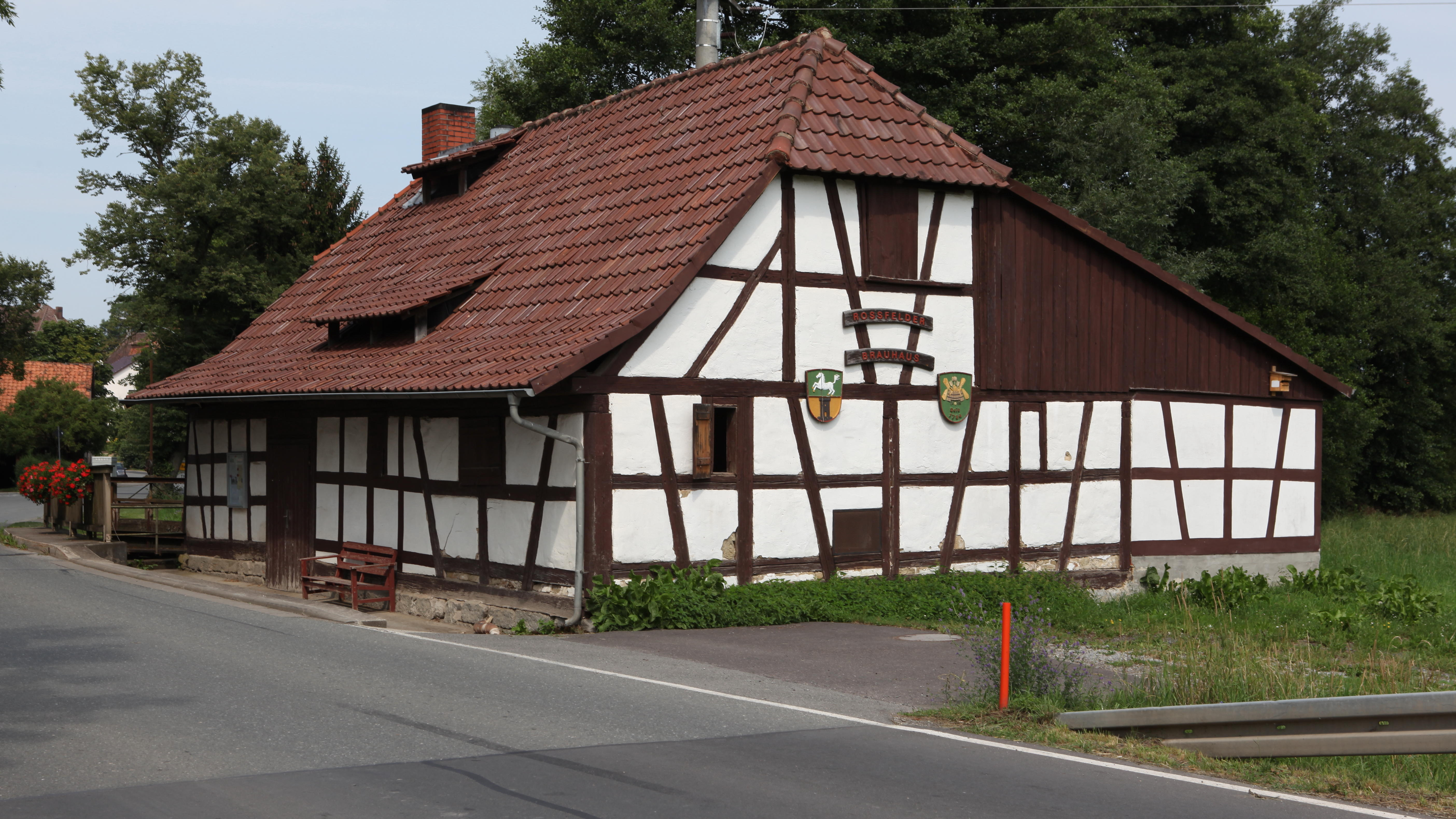
Brauhaus

1784 bekam Roßfeld eine Braukonzession und es wurde ein Brauhaus errichtet. Vor der Eingemeindung nach Bad Rodach wurde 1971 eine Hausbraugenossenschaft gegründet, die das Brauhaus erwarb. Seitdem werden etwa 500 Hektoliter Bier jährlich für die Mitglieder gebraut.
1857 hatte Roßfeld 417 Einwohner und weitere 15, die in den beiden Mühlen lebten. Insgesamt 89 Familien wohnten in 103 Häusern. Daneben gab es an Viehbestand zwei Pferde und ein Fohlen, 35 Ochsen, 176 Kühe, 200 Schafe, 276 Schweine, 2 Eber, 12 Ziegen, 1 Ziegenbock, 300 Gänse, 2 Enten, 200 Tauben und 300 Hühner. Roggen, Weizen, Gerste Erbsen, Linsen, Wicken und Flachs wurden angebaut. 1858/59 ließ die Gemeinde ein neues Schulhaus errichten. 1858 wurde ein Gesangsverein gegründet und 1873 die Freiwillige Feuerwehr. Auch ein Gemeindebackhaus war vorhanden.
In einer Volksbefragung am 30. November 1919 stimmten sieben Roßfelder Bürger für den Beitritt des Freistaates Coburg zum thüringischen Staat und 142 dagegen. Somit gehörte ab dem 1. Juli 1920 Roßfeld zum Freistaat Bayern. Bei der Reichstagswahl am 6. November 1932 gingen von 212 Wahlberechtigten 200 zur Wahl und von denen stimmten 161 für die NSDAP.
Ab 1920 versorgte das Rodacher Elektrizitätswerk den Ort mit elektrischem Strom.
Im Ersten Weltkrieg verloren 16 und im Zweiten Weltkrieg 28 Roßfelder ihr Leben. Am 10. April 1945 zerstörte ein Brand nach einem Luftangriff 42 Gehöfte. 38 Gehöfte wurden beschädigt und zwei Menschen starben. Ein neues Ehrenmal, von dem Coburger Bildhauer Willy Krämer gestaltet, wurde 1956 eingeweiht.
Von 1945 bis 1989 trennte die innerdeutsche Grenze Roßfeld von seinen thüringischen Nachbardörfern Streufdorf und Adelhausen. 1961 wurde ein neues Schulhaus eingeweiht, das 1968 geschlossen wurde. Seitdem gehen die Roßfelder Schüler in Bad Rodach zur Grundschule.
Am 1. Juli 1971 wurde Roßfeld mit Neumühle und Altmühle Rodacher Stadtteil.

## Einwohnerentwicklung
| Jahr | Einwohnerzahl |
| ---- | ------------- |
| 1636 | 149           |
| 1693 | 286           |
| 1783 | 443           |
| 1857 | 432           |
| 1910 | 355           |
| 1933 | 308           |
| 1939 | 300           |
| 1970 | 305           |
| 2005 | 264           |

## Kirche

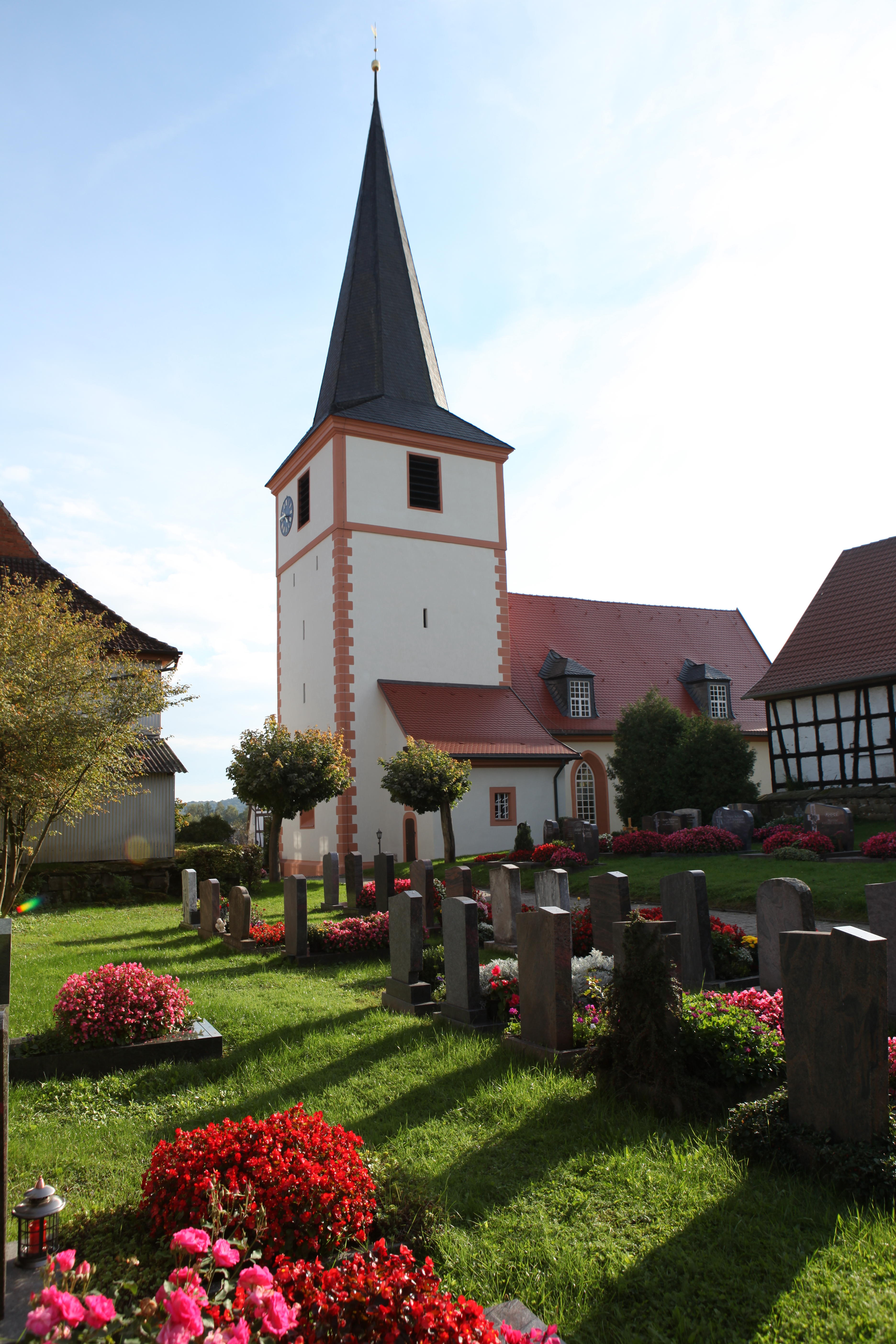
Margarethenkirche

Die evangelisch-lutherische Margarethenkirche steht auf einer kleinen Anhöhe. Sie wurde 1350 erstmals erwähnt. Die spätgotische Chorturmkirche brannte im Dreißigjährigen Krieg völlig aus. Das Langhaus wurde 1750 umfassend umgebaut. Dabei erhielt es eine Holztonnendecke, doppelstöckige Emporen und Spitzbogenfenster. Es wurde 1893 erneuert. 1957 wurde das Deckengemälde freigelegt.